# Bellinzago Novarese
Bellinzago Novarese là một đô thị ở tỉnh Novara ở vùng Piedmont của Ý, tọa lạc cách 90 km về phía đông bắc của Torino và khoảng 15 km về phía bắc của Novara. Tại thời điểm ngày 31 tháng 12 năm 2004, đô thị này có dân số 8.718 người và diện tích là 39,4 km².
Đô thị Bellinzago Novarese có các frazioni (đơn vị trực thuộc, chủ yếu là các làng) Badia di Dulzago and Cavagliano.
Bellinzago Novarese giáp các đô thị: Caltignaga, Cameri, Lonate Pozzolo, Momo, Nosate, và Oleggio.